# Psenopis van Heliopolis
Psenopis van Heliopolis is een Egyptische priester uit de 6e of 7e eeuw v.Chr. Hij en Soonchis van Saïs worden vaak beschreven als "de geleerdsten onder de priesters". Hij leefde rond 600 v.Chr.
Hij ontmoette de invloedrijke Atheense magistraat en dichter Solon langs dewelke hij de mythe van Atlantis overleverde en waarschijnlijk ook de mythe van de Val van Phaeton zoals beschreven in de Timaeus van Plato volgens Critias.